# Мюхельн
Мюхельн (нем. Müchelnо файле) — город в Германии, в земле Саксония-Анхальт.
Входит в состав района Зале. Подчиняется управлению Оберес Гайзельталь. Население составляет 9368 человек (на 31 декабря 2010 года). Занимает площадь 86,64 км². Официальный код — 15 2 61 039.
Город подразделяется на 10 городских районов.